# Hans Pulver
Hans Pulver, född 28 december 1902, död 8 april 1977, var en schweizisk fotbollsspelare.
Pulver blev olympisk silvermedaljör i fotboll vid sommarspelen 1924 i Paris.